# John Ruddy
John Thomas Gordon Ruddy (* 24. října 1986 St Ives) je anglický profesionální fotbalový brankář, který chytá za anglický klub Newcastle United FC.

## Klubová kariéra
Ruddy je odchovancem Cambridge United, za který odchytal 39 ligových utkání před svým přestupem do Evertonu ve věku 19 let. Na Goodison Parku strávil pět let, ale odehrál jen jediné utkání. Většinu svého angažmá však byl na hostování, a to v devíti různých klubech.

### Norwich City

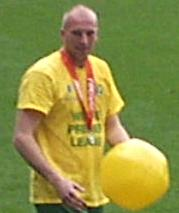
Ruddy oslavující postup Norwiche do Premier League (2011)

V roce 2010 Ruddy přestoupil do Norwiche City za částku okolo 250 tisíc liber. Ve své první sezóně v klubu pomohl k druhému místě v EFL Championship a k postupu do Premier League.
Následující rok skončil Norwich na dvanáctém místě v anglické nejvyšší soutěži a Ruddy byl Royem Hodgsonem nominován do anglické reprezentace na závěrečný turnaj Euro 2012. Nicméně 25. května 2012 byl ze soupisky vyškrtnut poté, co si během tréninku zlomil prst. V reprezentaci debutoval při vítězství 2:1 proti Itálii v srpnu 2012.

### Wolverhampton Wanderers
Po 243 odehraných utkání za Norwich se v roce 2017 přesunul do Wolverhamptonu Wanderers, kde podepsal dvouletou smlouvu. Přestup se stal jen několik dní poté, co předchozí klubové jedničce Carlu Ikeme byla diagnostikována leukémie. Ruddy se stal novou brankářskou jedničkou a pomohl klubu k postupu do Premier League z prvního místa v tabulce. Byl zvolen do nejlepší jedenáctky soutěže a získal také ocenění EFL Golden Glove Award za největší počet čistých kont v soutěži (24).
V srpnu 2018 prodloužil smlouvu s Wolves do léta 2021, přestože ztratil místo v základní sestavě po příchodu Ruie Patrícia.
Dne 15. března 2021 vystřídal Ruddy ve 100. minutě ligového utkání proti Liverpoolu Patrícia poté, co byl portugalský brankář odnesen na nosítkách poi střetu s kapitánem Wolves Conorem Coadym, a odehrál zbývajících několik minut hry.
Dne 24. června 2021 by Ruddy podepsal novou roční smlouvu s Wolves na sezónu 2021/22.

## Statistiky

### Klubové
K 19. květnu 2021
| Klub                       | Sezóna  | Liga                    | Liga   | Liga | Národní pohár | Národní pohár | Ligový pohár | Ligový pohár | Ostatní | Ostatní | Celkem | Celkem |
| Klub                       | Sezóna  | Liga                    | Zápasy | Góly | Zápasy        | Góly          | Zápasy       | Góly         | Zápasy  | Góly    | Zápasy | Góly   |
| -------------------------- | ------- | ----------------------- | ------ | ---- | ------------- | ------------- | ------------ | ------------ | ------- | ------- | ------ | ------ |
| Cambridge United           | 2003/04 | Third Division          | 1      | 0    | 0             | 0             | 0            | 0            | 0       | 0       | 1      | 0      |
| Cambridge United           | 2004/05 | League Two              | 38     | 0    | 1             | 0             | 1            | 0            | 2       | 0       | 42     | 0      |
| Cambridge United           | Celkem  | Celkem                  | 39     | 0    | 1             | 0             | 1            | 0            | 2       | 0       | 43     | 0      |
| Everton                    | 2005/06 | Premier League          | 1      | 0    | 0             | 0             | 0            | 0            | 0       | 0       | 1      | 0      |
| Everton                    | 2006/07 | Premier League          | 0      | 0    | 0             | 0             | —            | —            | —       | —       | 0      | 0      |
| Everton                    | 2007/08 | Premier League          | 0      | 0    | 0             | 0             | 0            | 0            | —       | —       | 0      | 0      |
| Everton                    | 2008/09 | Premier League          | 0      | 0    | 0             | 0             | 0            | 0            | —       | —       | 0      | 0      |
| Everton                    | 2009/10 | Premier League          | 0      | 0    | 0             | 0             | 0            | 0            | —       | —       | 0      | 0      |
| Everton                    | Celkem  | Celkem                  | 1      | 0    | 0             | 0             | 0            | 0            | 0       | 0       | 1      | 0      |
| Walsall (host.)            | 2005/06 | League One              | 5      | 0    | —             | —             | —            | —            | —       | —       | 5      | 0      |
| Rushden & Diamonds (host.) | 2005/06 | League Two              | 3      | 0    | —             | —             | —            | —            | 1       | 0       | 4      | 0      |
| Chester City (host.)       | 2005/06 | League Two              | 4      | 0    | —             | —             | —            | —            | —       | —       | 4      | 0      |
| Stockport County (host.)   | 2006/07 | League Two              | 11     | 0    | —             | —             | —            | —            | —       | —       | 11     | 0      |
| Wrexham (host.)            | 2006/07 | League Two              | 5      | 0    | —             | —             | —            | —            | —       | —       | 5      | 0      |
| Bristol City (host.)       | 2006/07 | League One              | 1      | 0    | —             | —             | —            | —            | —       | —       | 1      | 0      |
| Stockport County (host.)   | 2007/08 | League Two              | 13     | 0    | —             | —             | —            | —            | —       | —       | 13     | 0      |
| Crewe Alexandra (host.)    | 2008/09 | League One              | 19     | 0    | —             | —             | —            | —            | —       | —       | 19     | 0      |
| Motherwell (host.)         | 2009/10 | Scottish Premier League | 34     | 0    | 1             | 0             | 2            | 0            | 2       | 0       | 39     | 0      |
| Norwich City               | 2010/11 | Championship            | 45     | 0    | 0             | 0             | 1            | 0            | —       | —       | 46     | 0      |
| Norwich City               | 2011/12 | Premier League          | 37     | 0    | 0             | 0             | 0            | 0            | —       | —       | 37     | 0      |
| Norwich City               | 2012/13 | Premier League          | 15     | 0    | 0             | 0             | 0            | 0            | —       | —       | 15     | 0      |
| Norwich City               | 2013/14 | Premier League          | 38     | 0    | 0             | 0             | 0            | 0            | —       | —       | 38     | 0      |
| Norwich City               | 2014/15 | Championship            | 49     | 0    | 1             | 0             | 0            | 0            | —       | —       | 50     | 0      |
| Norwich City               | 2015/16 | Premier League          | 27     | 0    | 1             | 0             | 0            | 0            | —       | —       | 28     | 0      |
| Norwich City               | 2016/17 | Championship            | 27     | 0    | 0             | 0             | 2            | 0            | —       | —       | 29     | 0      |
| Norwich City               | Celkem  | Celkem                  | 235    | 0    | 2             | 0             | 3            | 0            | —       | —       | 243    | 0      |
| Wolverhampton Wanderers    | 2017/18 | Championship            | 45     | 0    | 0             | 0             | 0            | 0            | —       | —       | 45     | 0      |
| Wolverhampton Wanderers    | 2018/19 | Premier League          | 1      | 0    | 6             | 0             | 2            | 0            | —       | —       | 9      | 0      |
| Wolverhampton Wanderers    | 2019/20 | Premier League          | 0      | 0    | 2             | 0             | 2            | 0            | 2       | 0       | 6      | 0      |
| Wolverhampton Wanderers    | 2020/21 | Premier League          | 2      | 0    | 3             | 0             | 1            | 0            | —       | —       | 6      | 0      |
| Wolverhampton Wanderers    | Celkem  | Celkem                  | 48     | 0    | 11            | 0             | 5            | 0            | 2       | 0       | 66     | 0      |
| Celkem                     | Celkem  | Celkem                  | 421    | 0    | 15            | 0             | 11           | 0            | 7       | 0       | 454    | 0      |

### Reprezentační
K 15. srpnu 2012
| Anglie | Anglie | Anglie |
| Rok    | Zápasy | Góly   |
| ------ | ------ | ------ |
| 2012   | 1      | 0      |
| Celkem | 1      | 0      |

## Ocenění

### Klubové

#### Norwich City
- EFL Championship: 2010/11 (druhé místo)[23]

#### Wolverhampton Wanderers
- EFL Championship: 2017/18[24]

### Individuální
- Hráč sezóny Norwiche City podle hráčů: 2011/12[25]
- Jedenáctka sezóny EFL Championship: 2017/18[26]
- EFL Championship Golden Glove: 2017/18 (24 čistých kont)[27]